# Strängsprutning
Strängsprutning är en tillverkningsmetod för plaster. Vid strängsprutning fylls granulat i en tratt som leder ner till en cylinder med en archimedesskruv i. Archimedesskruven matar långsamt fram granulatet som successivt smälter i den värmda cylindern. Varvtalet och temperaturen styr hur snabbt maskinen kan arbeta. I änden av cylindern sitter ett munstycke monterat som smältan tvingas igenom för att därefter stelna.

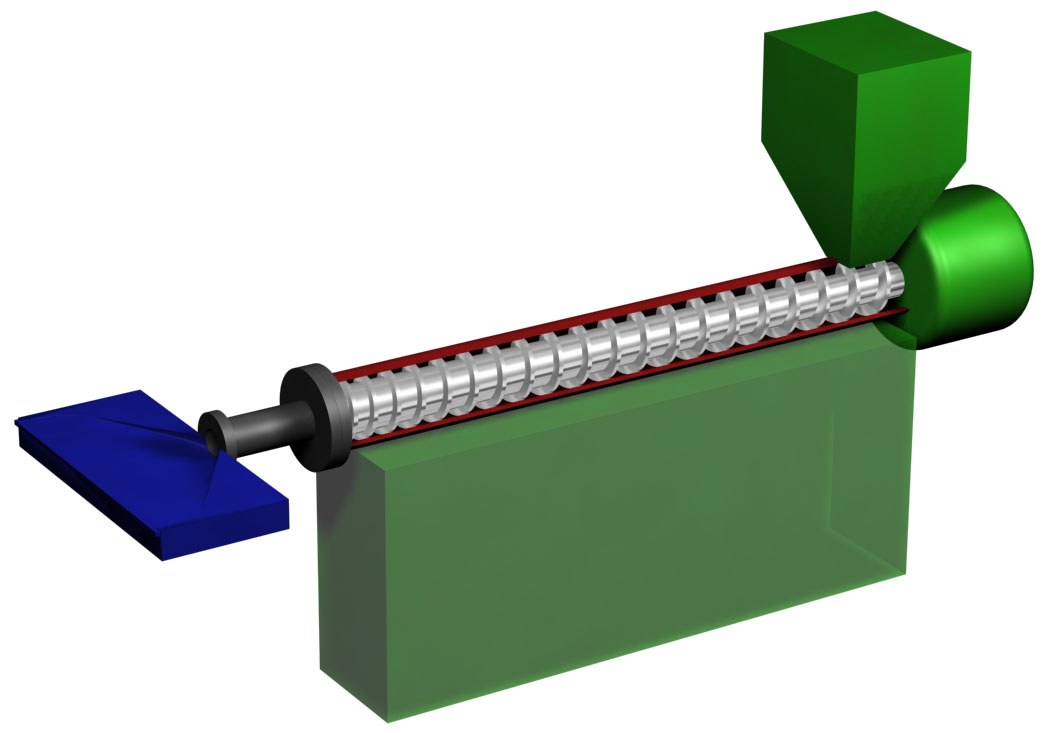
Maskin för strängsprutning.

Formgods eller produkter som skapats genom strängsprutning kallas strängsprutgods.